# Championnat de Guinée-Bissau de football 2017-2018
Navigation
Édition précédente Édition suivante
La saison 2017-2018 du Championnat de Guinée-Bissau de football est la trente-neuvième édition de la Primeira Divisião, le championnat de première division en Guinée-Bissau. Les quatorze meilleures équipes du pays se retrouvent au sein d'une poule unique où elles s'affrontent à deux reprises. En fin de saison, les deux derniers du classement sont relégués et remplacés par les deux premiers de Segunda Divisião. 
C'est le Sport Bissau e Benfica, tenant du titre, qui remporte à nouveau la compétition cette saison après avoir terminé en tête du classement final, ne devançant l'União Desportiva Internacional de Bissau qu'à la faveur d'une meilleure différence de buts. C'est le onzième titre de champion de Guinée-Bissau de l'histoire du club, qui réalise même le doublé en s'imposant face au Cuntum Futebol Clube en finale de la Coupe de Guinée-Bissau.

## Les clubs participants
- Sporting Clube de Bafatá
- Sporting Clube de Bissau
- Sport Portos de Bissau
- Sport Bissau e Benfica
- Nuno Tristão Futebol Clube
- FC Pelundo
- Lagartos de Bambadinca
- União Desportiva Internacional de Bissau
- Desportivo de Farim - Promu de D2
- Futebol Clube de Cantchungo
- Flamengo Futebol Clube - Promu de D2
- Cuntum Futebol Clube
- FC Sonaco - Promu de D2
- Clube de Futebol "Os Balantas"

## Compétition

### Classement
Le classement est établi sur le barème de points suivant : victoire à 3 points, match nul à 1, défaite à 0.
| Rang | Équipe                      | Pts | J  | G  | N  | P  | Bp | Bc | Diff |
| ---- | --------------------------- | --- | -- | -- | -- | -- | -- | -- | ---- |
| 1    | Sport Bissau e BenficaT C   | 49  | 24 | 14 | 7  | 3  | 38 | 19 | +19  |
| 2    | UDI Bissau                  | 49  | 24 | 14 | 7  | 3  | 37 | 16 | +21  |
| 3    | FC Pelundo                  | 36  | 24 | 10 | 6  | 8  | 23 | 27 | -4   |
| 4    | Nuno Tristão Futebol Clube  | 35  | 24 | 9  | 8  | 7  | 33 | 26 | +7   |
| 5    | Sport Portos de Bissau      | 34  | 24 | 8  | 10 | 6  | 25 | 22 | +3   |
| 6    | Cuntum Futebol Clube        | 31  | 24 | 7  | 10 | 7  | 25 | 24 | +1   |
| 7    | CF Os Balantas              | 30  | 24 | 7  | 9  | 8  | 24 | 26 | -2   |
| 8    | Sporting Clube de Bissau    | 28  | 24 | 7  | 7  | 10 | 28 | 33 | -5   |
| 9    | Lagartos de Bambadinca      | 27  | 24 | 6  | 9  | 9  | 24 | 27 | -3   |
| 10   | Desportivo de FarimP        | 26  | 24 | 6  | 8  | 10 | 23 | 30 | -7   |
| 11   | Flamengo Futebol ClubeP     | 25  | 24 | 6  | 7  | 11 | 22 | 30 | -8   |
| 12   | Sporting Clube de Bafatá    | 24  | 24 | 6  | 6  | 12 | 21 | 30 | -9   |
| 13   | Futebol Clube de Cantchungo | 24  | 24 | 6  | 6  | 12 | 17 | 30 | -13  |
| 14   | FC SonacoP exclu            |     |    |    |    |    |    |    |      |

|  | Qualification pour la Ligue des champions de la CAF 2018-2019  |
|  | Relégation en Segunda Divisião                                 |
|  | T : Tenant du titre C : Vainqueur de la Coupe de Guinée-Bissau |

- Le FC Sonaco est exclu à la suite de deux forfaits consécutifs, lors des deux premières journées.

## Bilan de la saison
| Championnat de Guinée-Bissau de football 2017-2018 |                                    |
| Champion                                           | Sport Bissau e Benfica (11e titre) |
| Coupes et trophées                                 |                                    |
| Vainqueur de la Coupe de Guinée-Bissau 2017-2018   | Sport Bissau e Benfica             |
| Qualifications continentales                       |                                    |
| Ligue des champions de la CAF 2018-2019            | Sport Bissau e Benfica             |
| Coupe de la confédération 2018-2019                | Aucun                              |
| Promotions et relégations                          |                                    |
| Promus en Primeira Divisião                        | Atlético Clube de Bissorã          |
| Promus en Primeira Divisião                        | Desportivo de Gabú                 |
| Relégués en Segunda Divisião                       | Futebol Clube de Cantchungo        |
| Relégués en Segunda Divisião                       | FC Sonaco                          |